# Inez Milholland

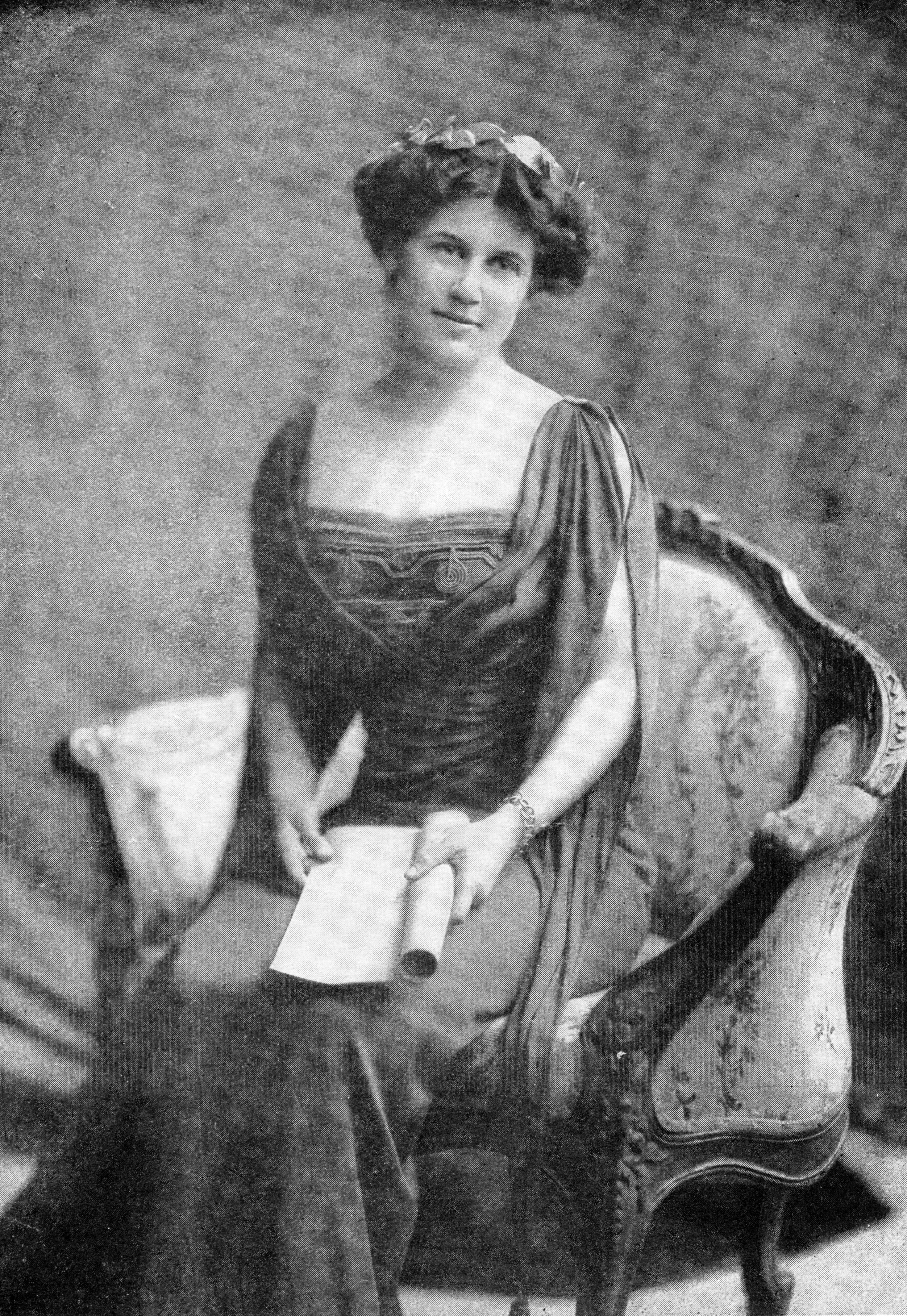
Inez Milholland omstreeks 1911

Inez Boissevain-Milholland (Brooklyn, 6 augustus 1886 - Los Angeles, 25 november 1916) was een Amerikaanse advocate, vermaard feministe en journaliste. 

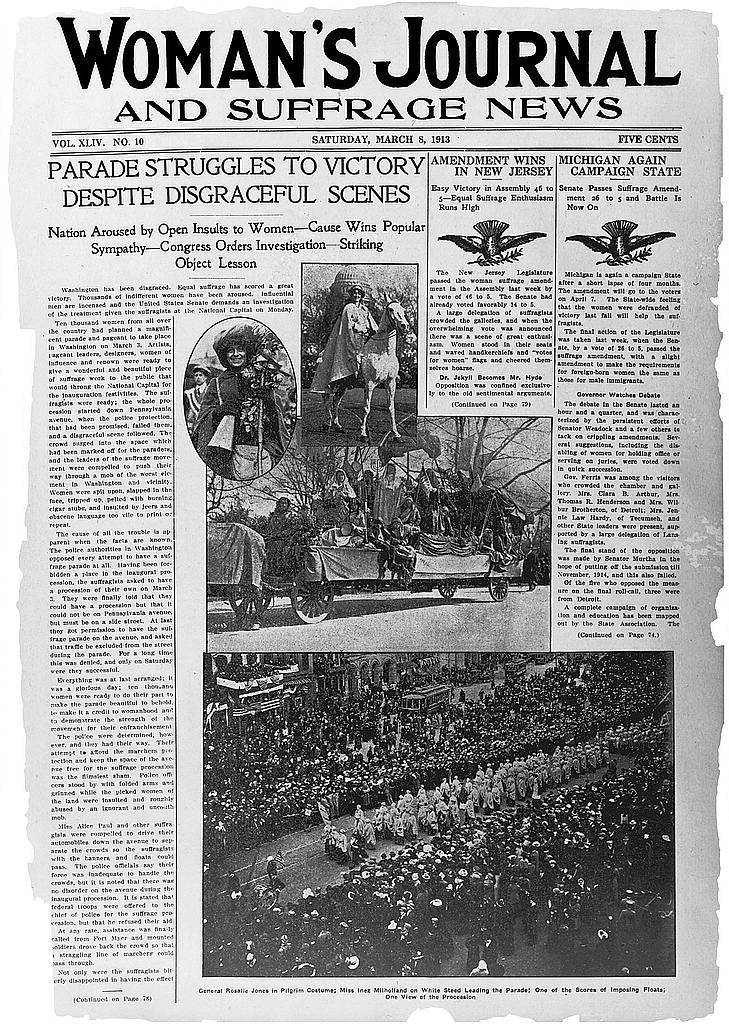
Voorpagina van het Woman's Journal and Suffrage News van 8 maart 1913. Afgebeeld zijn Rosalie Gardiner Jones, Inez Milholland op een wit paard, praalwagens en een luchtfoto van de Vrouwenkiesrechtparade van 1913

Zij werd geboren in New York als Inez Milholland en was deels van Ierse, deels van Schotse afkomst. Zij huwde in 1913 met de Nederlander Eugene Jan Boissevain. Terwijl zij zich enerzijds uitdagend een socialiste noemde en graag in kringen van radicalen en bohemiens verkeerde, leefde zij anderzijds het societyleven van een meisje uit de "betere" kringen en ontving in haar huis tal van beroemdheden en bekende personen. Tijdens de Eerste Wereldoorlog was zij enige tijd oorlogscorrespondente in Italië, maar ze werd het land uitgestuurd wegens ongewenste, te pacifistische artikelen.
Haar grootste bekendheid kreeg zij evenwel als vooraanstaand voorvechtster van het vrouwenkiesrecht in Amerika. Haar fanatieke activiteit op dit gebied werd haar uiteindelijk fataal. Ondanks ernstige ziekte hield zij een vermoeiende tournee naar de Westkust waar er grote weerstand tegen een federaal amendement inzake vrouwenkiesrecht bestond. Zij stortte in tijdens een bijeenkomst en overleed korte tijd later, nauwelijks 30 jaar oud.